# Carex depauperata
Espèce
Classification phylogénétique
Carex depauperata ou Laîche appauvrie est une espèce de plante du genre Carex et de la famille des cypéracées.